# 私立恵比寿中学年忘れ大学芸会「エビ中のジャングル大冒険」
『私立恵比寿中学年忘れ大学芸会「エビ中のジャングル大冒険」』（しりつえびすちゅうがくとしわすれだいがくげいかい「エビちゅのジャングルだいぼけん」）は、私立恵比寿中学のコンサート。2012年12月15日に東京・中野サンプラザホールで行われた。DVD、Blu-rayは2013年3月13日にDefSTAR RECORDSから発売された。

## チャート成績
DVDは、2013年3月12日付オリコンDVD音楽デイリーランキングで初登場で17位を獲得した。
Blu-rayは、2013年3月12日付オリコンBlu-ray総合デイリーランキングで初登場で10位を獲得した。

## 収録曲
2012年12月15日に中野サンプラザにて行われたワンマン・コンサートの模様を収録。

### DVD

#### ディスク 1
1. ebiture
2. 揚げろ!エビフライ
3. エビ中一週間
4. スターダストライト
5. MC
6. ステージに穴を見つけたぞ
7. タイムマシンに乗っちゃったぞ
8. 原住民ジャングルダンスだぞ
9. キュータンと出会っちゃったぞ
10. 仮契約のシンデレラ
11. チャイム!
12. 梅
13. オーマイゴースト?〜わたしが悪霊になっても〜
14. 原住民に囲まれたぞ うまく逃げるぞ
15. そろそろくるぞ
16. Kindness
17. for you
18. たそがれシアター
19. 老醜ブレイカー
20. 結局捕まっちまったぞ
21. パクチー
22. ほぼブラジル
23. 無関心地蔵は強敵だぞ
24. Go!Go!Here We Go!ロック・リー
25. 売れたいエモーション!
26. ザ・ティッシュ〜とまらない青春〜
27. フレ!フレ!サイリウム
28. 無関心地蔵も仲間にしちまったぞ
29. 頑張ってる途中

#### ディスク 2
1. ebiture
2. 放課後ゲタ箱ロッケンロールMX
3. えびぞりダイアモンド!!
4. 約束
5. MC
6. イッショウトモダチ
7. MC
8. 最後にびっくりしちまったぞ

### Blu-ray Disc
1 - 37. DVDと同じ曲順

## エビ中のユニットアルバム サンプラザ盤
エビ中のユニットアルバム サンプラザ盤は、私立恵比寿中学年忘れ大学芸会「エビ中のジャングル大冒険」で披露されたユニット楽曲を収録した私立恵比寿中学のユニット・アルバム。2013年3月31日によみうりランド オープンシアターEAST公演の会場限定で発売された。
1. そろそろくるぞ - トリオ・ザ・インフルエンザ（松野莉奈、柏木ひなた、DJタミフル）
作詞・作曲・編曲：前山田健一
DJタミフルがインフルエンザに罹患し、近々で松野・柏木に伝染した、というエピソードがユニット名の由来。
2. Kindness - crossover（瑞季、廣田あいか）
作詞・作曲・編曲：川口進
ユニット名の詳しい由来は不明だが、「crossover」は英語で「交差点」を意味し、そこから発展して「音楽性の融合」を表す。
瑞季の転校後、曲自体は廣田が単独で披露していた。
3. for you - スターナッツ（杏野なつ、星名美怜）
作詞・作曲・編曲：大内正徳
ユニット名は「星名（スター）」と「なつ（ナッツ）」が由来。
4. たそがれシアター - 鈴木さん安本さん（安本彩花、鈴木裕乃）
作詞：キタムラタケシ、作曲：キタムラタケシ・田上陽一、編曲：田上陽一
鈴木の転校後、曲自体は新たに小林歌穂と中山莉子を加え披露された。
5. 老醜ブレイカー - ジャズ喫茶りか feat. ダンディ井上（真山りか、ダンディ井上）
作詞・作曲：塩野海